# Gulfstream American GA-7 Cougar

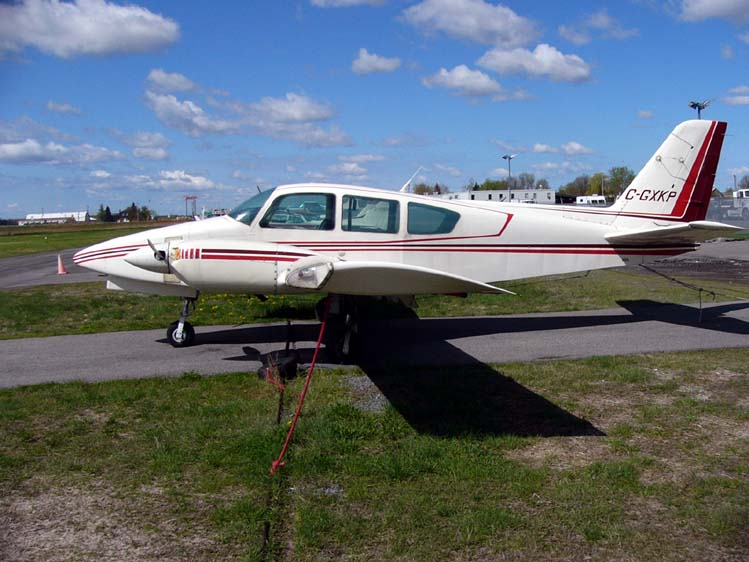
Gulfstream American GA-7 Cougar

De Gulfstream American GA-7 Cougar is een Amerikaans tweemotorig laagdekker sportvliegtuig en trainingstoestel. In de periode 
1978–1979 zijn er van deze vierzitter in totaal 115 gebouwd door 
Gulfstream American Aviation.
De tweemotorige GA-7 is een doorontwikkeling van de eenmotorige Grumman American AA-5. De vleugels zijn, net als bij de AA-5, gemaakt van gelijmd aluminium en de romp is versterkt door middel van een honingraatstructuur. Het driewiel onderstel is intrekbaar. De toegang tot de cabine gaat via een deur aan de rechterzijde. De Cougar heeft twee liggers in beide vleugels waartussen de brandstoftanks zijn geplaatst. 
In 1995 zijn de rechten op het ontwerp en het vliegcertificaat overgegaan op de  Franse vliegtuigfabriek Socata. De plannen van Socata om het toestel te verkopen onder de naam TB 320 Tangara werden echter in 1999 op de lange baan geschoven. In 2019 gingen de rechten op de Cougar over op het Amerikaanse bedrijf Cougar Aircraft Corporation.

## Varianten
GA7 Cougar
160 pk versie ontworpen door Grumman American en geproduceerd door Gulfstream American in 1978-79. 115 stuks gebouwd.
TB 320 Tangara
Nieuw opgestarte productie van de 160 pk versie door Socata, twee aangepaste Cougars werden getransformeerd tot Tangara prototypes in 1996-1997. Maar de productie is uiteindelijk nooit op gang gekomen.
TB 360 Tangara
Nieuwe variant van Socata met 180 pk motoren. Een prototype gebouwd, maar uiteindelijk nooit in productie genomen.

## Specificaties

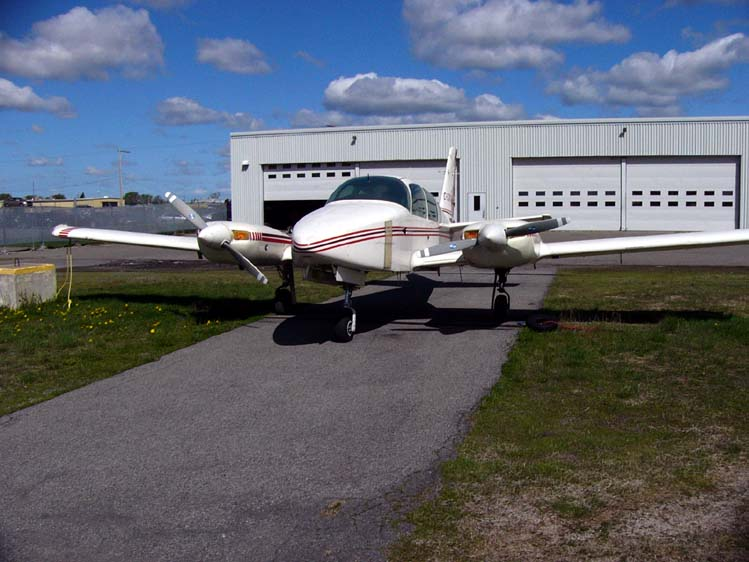
GA-7 Cougar (2005)

- Type: Gulfstream American GA-7 Cougar
- Fabriek: Gulfstream American Aviation
- Bemanning: 1
- Passagiers: 3
- Lengte: 8,74 m
- Spanwijdte: 11,23 m
- Hoogte: 3,15 m
- Vleugeloppervlak: 17,1 m²
- Leeg gewicht: 1165 kg
- Maximum gewicht: 1724 kg
- Motor: 2 × Lycoming O-320-D1D viercilinder boxermotor, 160 pk (120 kW) elk
- Propeller: tweeblads
- Eerste vlucht: 20 december 1974
- Aantal gebouwd: 115
- In productie: 1978-1979

Prestaties:
- Maximumsnelheid: 311 km/u
- Kruissnelheid: 300 km/u
- Overtreksnelheid: 117 km/u flaps down
- Plafond: 5300 m
- Vliegbereik: 2170 km
- Klimsnelheid: 5,8 m/s

## Vergelijkbare vliegtuigen
- Beechcraft Duchess
- Piper PA-44 Seminole